# Seznam britanskih astrologov
Seznam britanskih astrologov.

## D
- Deborah Houlding

## F
- Simon Forman

## G
- Russell Grant

## N
- John Napier